# Cecilie Fløe
Cecilie Fløe Nielsen (Fredericia, 8 ottobre 2001) è una calciatrice danese, attaccante del Napoli e della nazionale danese.

## Carriera

### Club
Fløe inizia la carriera giovanissima, vestendo la maglia delle giovanili dell'Erritsø GIF, società della città natia, tra il 2006 e il 2013, trasferendosi poi al MG&BK dove rimane tre stagioni, all'Efterskolen ved Nyborg per la stagione 2016-2017 e firmando poi per l'Odense Q dalla stagione 2018-2019. Aggregata alla prima squadra che disputa la 1. division, secondo livello del campionato danese femminile di calcio, disputa la prima parte del campionato 2019-2020, trasferendosi al Kolding IF dal gennaio 2020, firmando un contratto di un anno e mezzo.
Nell'estate 2021 si trasferisce alle neocampionesse in carica del HB Køge avendo così l’opportunità di debuttare in UEFA Women's Champions League. A disposizione del tecnico Søren Randa-Boldt, ex commissario tecnico delle nazionali femminili danesi, sia giovanili che quella maggiore,  debutta in campionato con la nuova maglia alla 1ª giornata di campionato, nella vittoria per 3-1 con il Thy-Thisted Q, andando a rete per la prima volta il 12 settembre 2021, alla 6ª giornata, siglando la rete della vittoria sul Nordsjælland. Nel frattempo si era già messa in luce in Champions, aprendo al 53' le marcature nella vittoria per 2-0 sulle ceche dello Sparta Praga nella gara d'andata.
Al termine della stagione 2023-24 ha lasciato l'HB Køge per andare a giocare al Tampa Bay Sun, militante nella stagione inaugurale della USL Super League, la nuova lega professionistica statunitense di primo livello. Qui alla guida tecnica di Denise Schilte-Brown con i suoi 11 gol contribuisce a far raggiungere alla sua squadra il secondo posto in classifica nella prima fase di campionato quindi, ottenuto l'accesso ai play-off, segnando l'unica rete della finale vinta sul Fort Lauderdale Utd ai temi supplementari, a conquistare il primo titolo del torneo al club di Tampa.
Conclusi gli obblighi contrattuali Fløe decide di tornare in Europa firmando un contratto biennale, con opzione per una terza stagione, con le italiane del Napoli.

### Nazionale
Fløe inizia a essere convocata dalla Federcalcio danese nel 2019, chiamata a vestire la maglia della formazione Under-19 dal tecnico Søren Randa-Boldt in occasione della doppia amichevole del 28 e 31 agosto con l'Inghilterra, marcando poi due presenze nella prima fase di qualificazione all'Europeo di Georgia 2020 e infine giocando tre incontri nel Torneo di La Manga nel marzo 2020 dove segna la sua prima rete, alle pari età dell'Inghilterra nell'ultimo incontro del torneo perso 2-1.
Per la prima convocazione in nazionale maggiore deve attendere oltre un anno, quando il commissario tecnico Lars Søndergaard la inserisce in rosa con la squadra che il 21 ottobre 2021 affronta, battendola per 8-0 nel gruppo E delle qualificazioni della zona UEFA al Mondiale di Australia e Nuova Zelanda 2023, la Bosnia ed Erzegovina, ma esordendo cinque giorni più tardi nella vittoria per 5-1 con il Montenegro rilevando Sofie Junge Pedersen al 76'.

## Palmarès

### Club
- Campionato danese: 2

HB Køge: 2021-2022, 2022-2023
- USL Super League: 1

Tampa Bay Sun: 2024-2025